# Phascum cuynetii
Phascum cuynetii är en bladmossart som beskrevs av Maurice Bizot, Pierrot in Bizot, Dury och Pierrot 1969 [1970. Phascum cuynetii ingår i släktet Phascum och familjen Pottiaceae. Inga underarter finns listade i Catalogue of Life.